# Nesodillo tenasserimus
Nesodillo tenasserimus is een pissebed uit de familie Armadillidae. De wetenschappelijke naam van de soort is voor het eerst geldig gepubliceerd in 1946 door Verhoeff.